# Gerald Bridgeman
Gerald Michael Orlando Bridgeman (29 septembre 1911 - 30 août 1981) est un militaire et un pair britannique titré 6 comte de Bradford.

## Jeunesse
Il est le fils unique d'Orlando Bridgeman (5e comte de Bradford) et de son épouse Margaret Cecilia Bruce, fille aînée de Henry Bruce (2e baron Aberdare). En 1957, il succède à son père comme comte. Il fait ses études à Harrow School puis au Trinity College, Cambridge, où il obtient un baccalauréat ès arts en 1932. En 1961, il reçoit une maîtrise ès arts du Trinity College.

## Carrière
Il entre en 1938 dans le Shropshire Yeomanry, Royal Armoured Corps, une partie de l'armée territoriale et combat avec le régiment dans le cadre de l'artillerie royale en Italie pendant la Seconde Guerre mondiale. Il est mentionné dans les dépêches et décoré de la décoration territoriale. À sa retraite en 1962, il obtient le grade de capitaine.
Élu en 1955, Bridgeman est président de la Country Landowners 'Association pendant deux ans. En 1975, il reçoit la médaille d'or Bledisloe pour les propriétaires fonciers de la Royal Agricultural Society of England.
Bridgeman est juge de paix du Shropshire à partir de 1949 et devient lieutenant adjoint de ce comté deux ans plus tard. Il est nommé commissaire aux domaines de la Couronne en 1956, poste qu'il occupe jusqu'en 1968. En 1970, il est nommé Lord Lieutenant.
Il possède un domaine à Castle Bromwich, Warwickshire.

## Famille
Le 31 octobre 1946, il épouse Mary Willoughby Montgomery (décédée en 1986), fille aînée du lieutenant-colonel Thomas Hassard Montgomery (22 juin 1872 - 19 février 1953) et Hester Frances Dames-Longworth (12 mai 1894 - 1954). Ils ont quatre enfants:
- Richard Bridgeman (7e comte de Bradford) (en) (né le 3 octobre 1947)
- Serena Mary Bridgeman (1er juillet 1949-16 janvier 2001), épouse Richard Arnold Andrew (décédé en 2000) (fils de John Ramsay Andrew) le 27 avril 1978 et divorce en 1989
- Caroline Louise Bridgeman (née le 18 avril 1952), épouse Brian Martin Garnell (fils de Henry Joseph Garnell) le 5 octobre 1974
- Charles Gerald Orlando Bridgeman (né le 25 juin 1954), épouse Nicola Marie-Thérèse Sales (fille de Brian Sales) le 17 janvier 1982 et a trois enfants: James Edward Charles Orlando Bridgeman (né le 22 mars 1978), Robert Gerald Orlando Bridgeman (né 19 mai 1983) et Nicholas Francis Orlando Bridgeman (né le 2 juin 1991)

Bridgeman est décédé en 1981 et est remplacé dans ses titres par son fils aîné Richard .